# Паблік Уоркс Департмент (футбольний клуб)
Мотітханг Колледж (англ. Motithang College Football Club) — бутанський футбольний клуб, який виступав в А-Дивізіоні, вищому дивізіоні чемпіонату Бутану, але в 2012 році А-Дивізіон змінила Національна ліга Бутану. Домашні матчі проводить на столичному стадіоні «Чанглімітанг».

## Історія
У першому розіграші А-Дивізіону фінішував на 5-му місці, здобувши три перемоги та дві нічиї в 9-ти поєдинках. Вони здобули перемогу над «Ед'юкейшн» та «Янгченгпхуг Колледж» з рахунком 2:1 та 2:0 відповідно, водночас зігравши внічию з «Хелс Скул» та «Мотітханг Колледж» з рахунком 0:0 та «T. I. and Power» з рахунком 3:3. Дані про виступи «Паблік Уоркс Департмент» у період з 1987 по 1995 рік відсутні.